# Arrondissement de Jüterbog-Luckenwalde

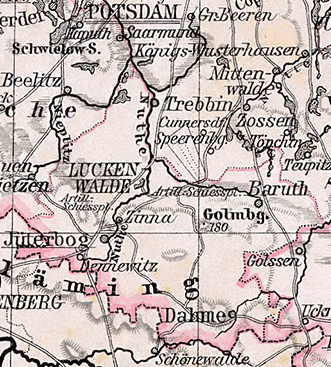
Le territoire de l'arrondissement en 1905

L'arrondissement de Jüterbog-Luckenwalde est un arrondissement du Brandebourg. Il fait partie de la province prussienne de Brandebourg et de l'État de Brandebourg dans la zone d'occupation soviétique (SBZ) et dans la RDA de 1817 à 1952. De 1946 à 1952, il porte le nom d'arrondissement de Luckenwalde.
Le 1er janvier 1945, l'arrondissement de Jüterbog-Luckenwalde comprend les quatre villes de Baruth, Dahme, Jüterbog et Luckenwalde, 112 autres communes et trois districts de domaine forestiers.

## Histoire
Dans le cadre des réformes prussiennes après le Congrès de Vienne, l'arrondissement de Jüterbog-Luckenwalde est créé dans le district de Potsdam de la nouvelle province de Brandebourg avec effet au 1er janvier 1817,. Le territoire de l'arrondissement comprend :
- l'ancien arrondissement de Luckenwaldesch (de), qui appartenait au duché de Magdebourg en vertu du droit constitutionnel et féodal et qui n'est rattaché à la circonscription de la chambre de guerre et de domaine (de) de la Marche-Électorale qu'au cours de la deuxième moitié du XVIIIe siècle
- le petit pays de Bärwalde (de) qui appartenait jusqu'alors à l'arrondissement de Zauche (de) et
- des arrondissements et des territoires saxons (de) qui ne sont rattachés à la Prusse ou au Brandebourg qu'en 1815, à savoir:
  - le bureau de Dahme de la principauté de Querfurt
  - le bureau de Jüterbog (de) de la principauté de Querfurt
  - la seigneurie médiatisée de Baruth (de) des comtes de Solms-Baruth
  - les deux enclaves nord de Waltersdorf (avec Niebendorf et Heinsdorf) et Petkus du bureau de Schlieben (de) de l'arrondissement électoral (de)
  - l'exclave de Niederseefeld du bureau de Seyda (de) de l'arrondissement électoral
  - les enclaves de Blankensee et de Stangenhagen du bureau de Wittemberg (de) de l'arrondissement électoral
  - les villages de Falkenberg, Kemlitz, Mahlsdorf, Wentdorf et Zesch de larrondissement de Luckau (de) de Basse-Lusace

Le bureau de l'arrondissement est situé dans la ville de Jüterbog jusqu'en 1946.
Le 30 septembre 1929, une réforme territoriale a lieu dans l'arrondissement de Jüterbog-Luckenwalde, conformément à l'évolution dans le reste de l'État libre de Prusse, au cours de laquelle presque tous les districts de domaine sont dissous et attribués à des communes rurales voisines.
En avril 1945, l'Armée rouge conquiert le territoire de l'arrondissement. La province, transformée en 1946 en Land de Brandebourg dans la zone soviétique, n'est plus composée que d'arrondissements. Par décision de la présidence de l'administration provinciale de la Marche de Brandebourg du 12 mars 1946, l'arrondissement de Jüterbog-Luckenwalde est rebaptisé arrondissement de Luckenwalde et l'administration de l'arrondissement est transférée à Luckenwalde.
Le 1er juillet 1950, la commune de Schöneweide passe de l'arrondissement de Teltow (de) à l'arrondissement de Luckenwalde, en même temps les communes de Friedrichshof, Mahlsdorf et Wildau passent de l'arrondissement de Luckenwalde à l'arrondissement de Luckau (de), et les communes de Glau, Löwendorf, Mietgendorf et Zesch am See à l'arrondissement de Teltow.
Le 25 juillet 1952, les États de la RDA sont dissous et remplacés par des districts ; en même temps, il y a une réorganisation complète de la plupart des districts. L'arrondissement dans son ancienne forme est dissous et ses communautés sont réparties entre les nouveaux arrondissements de Luckenwalde (de), Jüterbog (de), Luckau (de) et Zossen (de).

## Évolution de la démographie
| Année | Habitants | Source |
| ----- | --------- | ------ |
| 1816  | 33 344    | [ 4 ]  |
| 1846  | 47 226    | [ 5 ]  |
| 1871  | 60 417    | [ 6 ]  |
| 1890  | 67 095    | [ 7 ]  |
| 1900  | 71 198    | [ 7 ]  |
| 1910  | 75 950    | [ 8 ]  |
| 1925  | 75 527    | [ 7 ]  |
| 1933  | 77 840    | [ 7 ]  |
| 1939  | 85 516    | [ 7 ]  |
| 1946  | 101 037   | [ 9 ]  |

## Administrateurs de l'arrondissement
- 1816–1828 Meuß
- 1828-1863 Julius Leberecht Hauscheck
- 1863-1865 Adolf Hoffmann (de)
- 1865–1867 Rüdiger von der Goltz (de)
- 1867–1876 Nicolaus Handjery (de)
- 1876-1890 Ulrich von Oertzen (de)
- 1890-1914 Otto von Cossel (de)
- 1914-1919 Dietloff von Arnim
- 1919-1925 Hans Luthmer
- 1925-1933 Rudolf Usinger (de)
- 1933-1945 Friedrich Wilhelm Hirz (de)

## Constitution jusqu'en 1945
L'arrondissement de Jüterbog-Luckenwalde estdivisé en villes, communes et - jusqu'à leur dissolution presque complète en 1929 - en districts de domaine.
Avec l'introduction de la loi constitutionnelle prussienne sur les communes du 15 décembre 1933, il existe à partir du 1er janvier 1934 une constitution communale uniforme pour toutes les communes prussiennes. Parallèlement, le règlement des arrondissements pour les provinces de Prusse-Orientale et Occidentale, de Brandebourg, de Poméranie, de Silésie et de Saxe du 19 mars 1881 reste en vigueur. Les communes de l'arrondissement sont regroupées en district de bureaux (de).

## Villes et communes

### Statut en 1945
En 1945, les villes et communes suivantes appartiennent l'arrondisement de Jüterbog-Luckenwalde :
| - Ahrensdorf - Bardenitz - Baruth/Mark, ville - Bärwalde - Berkenbrück - Blankensee - Bochow - Bollensdorf - Borgisdorf - Buckow - Charlottenfelde - Dahme/Mark, ville - Dalichow - Dennewitz - Dobbrikow - Dornswalde - Dümde - Frankenfelde - Frankenförde - Friedrichshof - Fröhden - Gebersdorf - Glashütte - Glau - Glienig - Görsdorf - Gottow - Gottsdorf - Gräfendorf | - Groß Ziescht - Grüna - Heinsdorf - Hennickendorf - Herbersdorf - Höfgen - Hohenahlsdorf - Hohengörsdorf - Hohenseefeld - Holbeck - Horstwalde - Ihlow - Illmersdorf - Jänickendorf - Jüterbog, ville - Kaltenborn - Karlsdorf b. Dahme - Kemlitz - Kemnitz - Klasdorf - Klausdorf - Klein Ziescht - Kloster Zinna - Kolzenburg - Körbitz - Kossin - Langenlipsdorf - Lichterfelde - Liebätz | - Liebsdorf - Liepe - Ließen - Lindow - Löwendorf - Luckenwalde, ville - Lynow - Mahlsdorf - Malterhausen - Markendorf - Märtensmühle - Mehlsdorf - Meinsdorf - Merzdorf - Mietgendorf - Mückendorf - Nettgendorf - Neuhof b. Zinna - Neumarkt - Niebendorf - Niedergörsdorf - Niederseefeld - Niendorf - Nonnendorf - Paplitz - Pechüle - Petkus - Prensdorf - Radeland | - Reinsdorf - Riesdorf - Rietdorf - Rinow - Rohrbeck - Rosenthal - Ruhlsdorf - Scharfenbrück - Schlenzer - Schöbendorf - Schönefeld - Schönhagen - Schwebendorf - Sernow - Stangenhagen - Stülpe - Wahlsdorf - Waltersdorf - Weißen - Welsickendorf - Werbig - Werder - Wiepersdorf - Wildau - Wölmsdorf - Woltersdorf - Zagelsdorf - Zesch am See - Zülichendorf |

De plus, en 1945, il y a les districts de domaine de Forst Baruth, Schiessplatz Jüterbog et Forst Zinna.
En 1946, Altes Lager devient également une commune indépendante.

### Communes dissoutes avant 1945
La commune de Damm est incorporée le 1er janvier 1936 à la ville de Jüterbog. Les communes de Felgentreu, Mehlsdorf b. Felsentreu et Dorf Zinna, après avoir été vidées de leurs habitants, sont dissoutes le 1er avril 1937 et rattachées au domaine de Schießplatz Jüterbog. Après la Seconde Guerre mondiale, Dorf Zinna (sous le nom de Neuheim) ainsi que Felgentreu sont repeuplés et refondés en tant que communes.

### Changement de nom
- Neuhof b. Baruth est rebaptisé le 12 avril 1939 Horstwalde.

## Personnalités liées à l'arrondissement
- Carl Harries (1866-1923), chimiste né à Luckenwalde.